# Alkaline Trio
Alkaline Trio (ou Alk3) é uma banda norte-americana de punk rock formada em Chicago. Muito do charme da banda é atribuído ao contraste dos estilos de cantar e escrever de Matt Skiba e Dan Andriano.
Foi uma das primeiras bandas a unir o estilo hardcore a linhas mais melódicas assim como bandas como Fugazi e Embrace. Ao longo dos anos foram consolidando a sua carreira com um estilo básico e simples que já é sua marca.
Em Dezembro de 1996 Matt Skiba fundou a banda com a seguinte formação: Matt Skiba (voz/ guitarra), Rob Doran (backing vocal/ baixo) e Glenn Porter (backing vocal/bateria). A banda pouco tempo se manteve nesta formação, após a gravação do EP Sundials, Rob Doran sai. Para o seu lugar entra Dan Andriano, quando a banda passa a contar só com um backing vocal, mas dois vocalistas.
Nesta formação, a banda grava o EP For Your Lungs Only e, depois, dois álbuns, Goddamnit (1998) e Maybe I'll Catch Fire (2000). Mais tarde a banda assina contrato com a gravadora Vagrant Records, saindo da anterior, Asian Man Records. Glenn Porter sai da banda e em seu lugar entra Mike Felumlee. A banda lança então o seu terceiro álbum intitulado From Here To Infirmary (2001), com sucessos como "Stupid Kid" e "Private Eye".
Após o lançamento do álbum foi a vez de Mike Felumlee abandonar a banda sendo substituído por Derek Grant, mantendo-se esta formação até os dias atuais. O quarto álbum da banda e primeiro com Grant se intitula Good Mourning (2003).
Um fato curioso desta época é que, durante uma apresentação ao vivo, a banda revelou que havia um segundo guitarrista tocando escondido. Os fãs ficaram surpresos com a notícia e começaram a desmerecer a banda, dizendo que um quarto membro contradizia o próprio nome: Alkaline Trio. Matt Skiba revelou que o segundo guitarrista era Nolan McGuire, empresário da turnê, e que ele não fazia parte da banda nem nunca fará, apenas participando de apresentações ao vivo para que a banda alcançasse a sonoridade pretendida por Skiba.
Com o lançamento do álbum seguinte, Crimson (2005), McGuire deixa de se apresentar ao vivo escondido atrás do palco, tocando com a banda nas canções onde é necessário um segundo guitarrista.
Em 2005 foi lançada uma edição especial de Crimson com um segundo disco contendo versões acústicas e demos.
No dia primeiro de julho de 2008, a banda lança seu sexto álbum de estúdio, Agony And Irony, com uma sonoridade mais Pop e mais Alternativa.
Em 18 de Novembro de 2009, a banda anuncia a criação da Heart & Skull, que é um selo da Epitaph Records, gravadora com quem a banda havia assinado para o próximo álbum. O nome Heart & Skull é devido ao símbolo da banda (uma caveira dentro de um coração).
Em 23 de Fevereiro de 2010, a banda lança seu sétimo álbum de estúdio, This Addiction, que, de acordo com a banda, era "uma volta ao antigo punk rock" que eles faziam. O CD estreou na 11º posição da lista Billboard 200 e em 1º lugar em Rock, Alternative, Indie And Independent.
Em 12 de julho 2011 a banda lança um álbum acústico, Damnesia.
Dia 2 de abril de 2013 a banda lança seu nono álbum de estúdio intitulado My Shame Is True.  No mesmo dia, foi lançado um EP com as sobras de estúdio para esse álbum, intitulado Broken Wing EP. A versão deluxe digital do álbum contém as canções incluídas nesse EP.

## Membros da Banda
- Matt Skiba- Guitarra e voz
- Dan Andriano- Baixo e voz
- Derek Grant- Bateria e backing vocal

## Discografia

### Álbuns de estúdio
- 1998 - Goddamnit
- 2000 - Maybe I'll Catch Fire
- 2001 - From Here To Infirmary
- 2003 - Good Mourning
- 2005 - Crimson
- 2008 - Agony & Irony
- 2010 - This Addiction
- 2011 - Damnesia
- 2013 - My Shame Is True
- 2018 - Is This Thing Cursed?

### Compilações
- 2000 - Alkaline Trio
- 2007 - Remains

### EPs
- 1996 - Demo Tape
- 1997 - Sundials
- 1998 - For Your Lungs Only
- 1999 - I Lied My Face Off
- 2001 - Hell Yes
- 2002 - Halloween 7"
- 2007 - New Years Eve 7"
- 2007 - Scraps: A Remains Companion Piece
- 2008 - Agony & Irony EP
- 2009 - MySpace Transmissions EP
- 2013 - Broken Wing EP

## Singles
- 2001 - Stupid Kid Single
- 2002 - Private Eye
- 2003 - All On Black Single
- 2003 - We've Had Enough Single
- 2005 - Mercy Me Single
- 2005 - Time To Waste Single
- 2006 - Burn Single
- 2008 - Help Me Single